# Torovirinae
Torovirinae é uma das duas subfamílias de vírus envelopado com RNA de cadeia simples e senso positivo da família Coronaviridae, da ordem Nidovirales. Essa subfamília contém dois gêneros: Bafinivirus e Torovirus.